# Pantalony

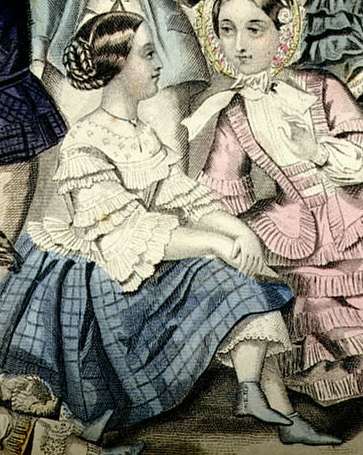
Dziewczęta w strojach ukazujących lniane pantalony. Godey's Lady's Book; 1855

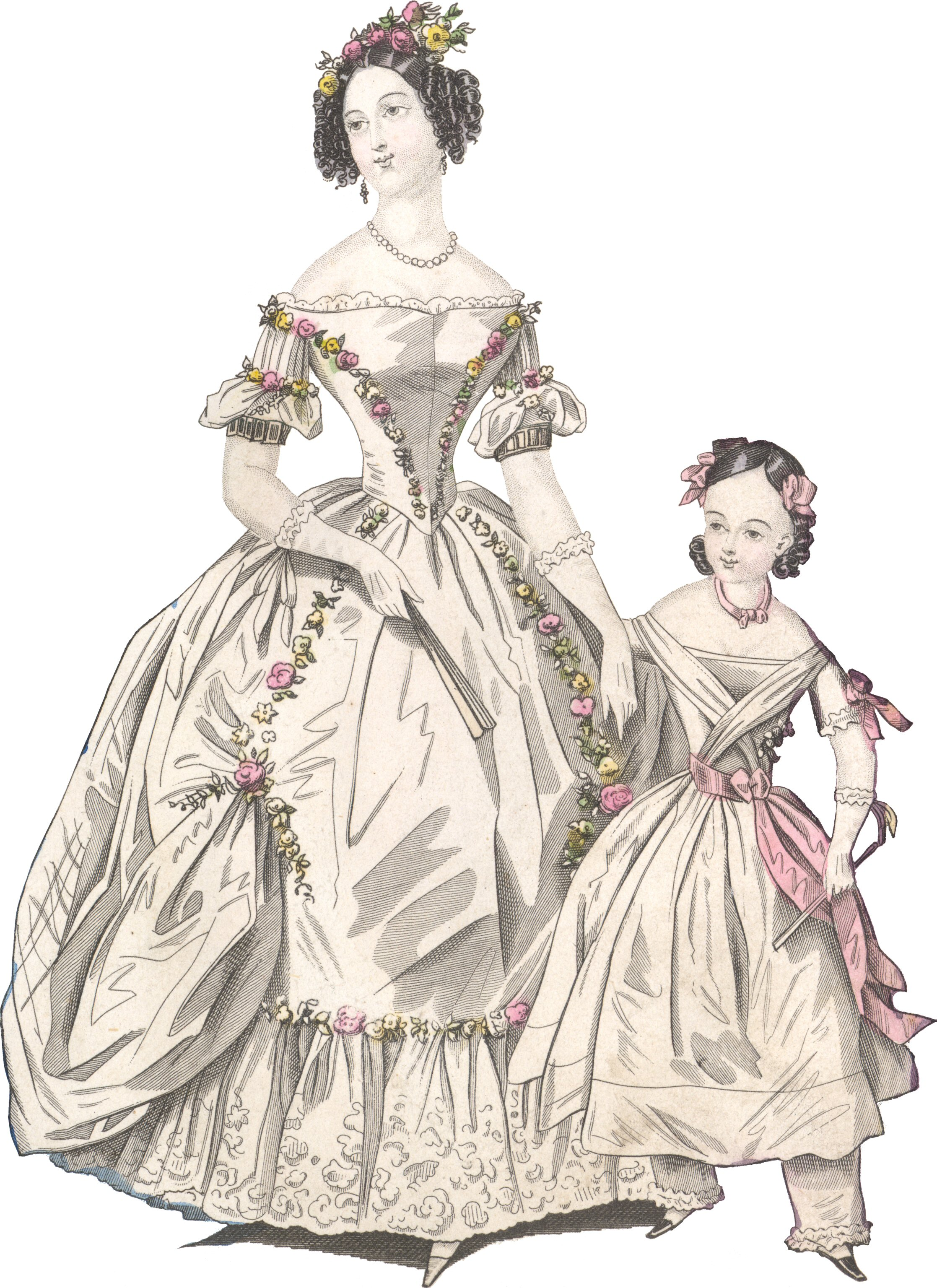
Dziewczynka w pantalonach. The World of Fashion; styczeń 1838

Pantalony (z fr. pantalon) – spodnie, także mundurowe w wojsku, m.in. polskim w pierwszej połowie XIX wieku. W innym znaczeniu to bielizna przykrywająca nogi, noszona przez kobiety, dziewczęta i bardzo młodych chłopców w końcu pierwszej połowy XIX wieku.
Miały formę współczesnych legginsów. Pojawiły się w armii Francji napoleońskiej na początku XIX wieku i szybko rozprzestrzeniły się w Europie, Imperium Brytyjskim i Stanach Zjednoczonych. Pantalony mogły być jedno- lub dwuczęściowe (osobna część dla każdej nogi, połączone w talii za pomocą guzików lub sznurówek), w okresie późniejszym zapinane na szwach. W okresie gdy stały się bielizną, najczęściej wykonane były z białego lnu i mogły być dekorowane zaszewkami lub koronkami.
Pantalony sięgające kostki były noszone przez kobiety pod krynoliną dla zapewnienia, że nogi są skromnie zakryte.  Pantalony dla dzieci i młodych dziewcząt sięgały do połowy łydki lub do kostki i miały wystawać spod krótszej od nich spódnicy.